# Тулузький капітолій
Тулузький капітолій (фр. Capitole de Toulouse) — будівля муніципалітету (міської адміністрації) у французькому місті Тулуза.

## Загальні відомості
Капітоль де Тулуз розташований на місці збудованої у 1190 році споруди, у якому засідали капітули, що керували середньовічною Тулузою. Назва Капітоль вказує не на зв'язок з римським Капітолієм, походить від найменування членів магістрату (капітули). В 1632 р. у дворі Тулузької ратуші був страчений останній герцог Монморансі.
Сучасна будівля розташована в центрі Тулузи та займає два гектари Капітолійської площі. Фасад будови завдовжки 135 метрів і витриманий в рожевих тонах, створений в стилі, перехідному від бароко до класицизму, в 1750 році під керівництвом французького художника і архітектора Камма. Вісім колон у фасадній частині символізують вісьмох капітулів середньовіччя. Дзвіниця і донжон прибудовані в XIX столітті за проектом архітектора Ежена Еммануеля Віоллє-ле-Дюка. Внутрішні приміщення Капітолію, декоровані в XIX столітті, становлять культурну та художню цінність (напр., Salle de Illustres та ін).